# Anna Mokrousova
Anna Mokrousova, ukrajinsky Анна Мокроусова (* 29. dubna 1981 Luhansk), je ukrajinská aktivistka za lidská práva, psycholožka a spoluzakladatelka organizace Blue Bird. 

## Životopis
Anna Mokrousova pracovala během Euromajdanu v roce 2014 jako psycholožka pro Majdan Psychological Service. V květnu 2014 byla v Luhansku unesena ozbrojenci. Po propuštění se přestěhovala do Kyjeva a založila organizaci Blue Bird. Díky svým vlastním zkušenostem věděla, jakým problémům čelí lidé po uvěznění a jak důležité je získat podporu od komunity. Organizace doufá, že díky této práci lidé neztratí víru v ukrajinskou společnost a že překonají psychické následky traumatických událostí a znovu získají důvěru v lidi i sami v sebe.
Organizace Blue Bird, kterou založila Anna Mokrousova, se snaží vystopovat informace o unesených nebo zmizelých civilistech na východní Ukrajině a poskytnout jejich rodinám psychologickou, právní a humanitární pomoc. Na akci u příležitosti Mezinárodního dne lidských práv 2017 Anna Mokrousova vysvětlovala, že neexistuje žádná vládní podpora pro lidi, kteří přežili zajetí, a že veškerou psychologickou podporu a programy sociální rehabilitace poskytují nevládní organizace a dobrovolníci.

## Poznámka
V listopadu 2013, kdy na Ukrajině začaly proevropské protesty, které se staly známými jako Euromajdan, eskalovalo napětí v Doněcku a Luhansku. Ruskem podporovaní separatisté se střetli s proukrajinskými skupinami a mnoho lidí bylo během bojů uneseno nebo zmizelo. Milice podporované Ruskem byly zodpovědné za zmizení mnoha lidí, z nichž polovina byli civilisté. Žádné oficiální údaje o počtu lidí unesených během tohoto období neexistují.